# Konzerthalle Peking

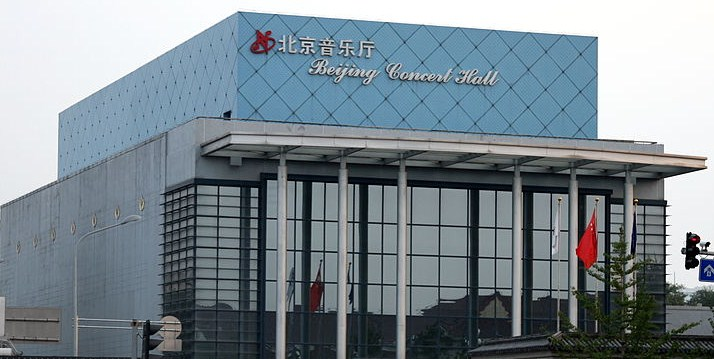
Konzerthalle Peking

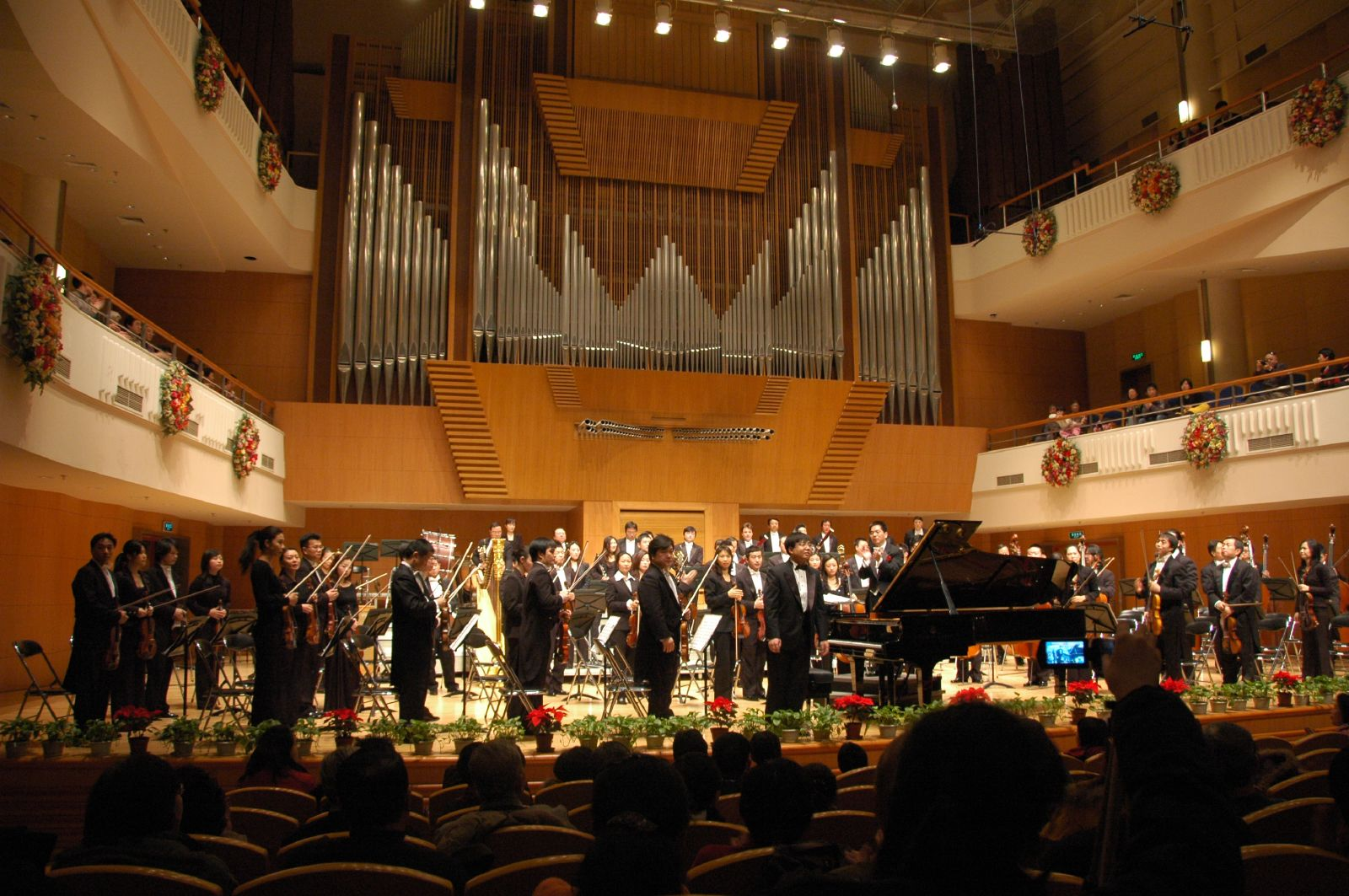
Konzertpodium mit Orgel

Die Konzerthalle Peking (chinesisch 北京音乐厅) ist ein Konzerthaus in der Chang’an-Straße in der chinesischen Hauptstadt Peking und die Heimstätte der Chinesischen Philharmoniker.

## Geschichte
Das Gebäude wurde früher als Kino genutzt, 1960 zu einem Konzertsaal umgebaut, in den 1980er Jahren aufwendig umgestaltet und mit einer modernen Akustik ausgestattet. Nach einer weiteren Renovierung wurde die Halle Ende 2004 wiedereröffnet. Als Architektin fungierte Zhang Jinqiu.

## Ausstattung
Im Zentrum des aus Natursteinen errichteten Gebäudes befindet sich der Konzertsaal. Der Bühnenbereich ist 21 Meter breit und 13 Meter tief. Er kann rund 100 Künstler des Symphonieorchesters und des Chors aufnehmen. 16 Akustikplatten, die unter der Decke der Bühne hängen, sorgen dafür, dass die Musik von jedem Platz aus deutlich hörbar ist. Die große, aus 4859 Pfeifen bestehende Orgel im hinteren Bereich der Bühne war die erste ihrer Art in China und ist weiterhin eine der größten in Peking. Der Zuschauerraum verfügt über 1019 Sitzplätze.

## Veranstaltungen
Außer den Aufführungen, bei denen die klassische Musik im Mittelpunkt steht, beispielsweise Symphoniekonzerte, Kammerkonzerte, Liederabende oder Peking-Oper, werden zuweilen folgende Veranstaltungen ausgerichtet: Kunstausstellungen, Wohltätigkeitsveranstaltungen, Kulturelle Feste, Tanzaufführungen, Bildungsworkshops, Theatervorstellungen, Internationale Festivals, Filmvorführungen, Musikwettbewerbe privater Veranstalter, Vorträge, Jazzaufführungen, Popkonzerte, saisonale Feierlichkeiten sowie Sponsoring-Veranstaltungen.
Zu den Künstlern, die in der Konzerthalle auftraten zählen u. a. Seiji Ozawa, Yo-Yo Ma, Yehudi Menuhin, Isaac Stern, Plácido Domingo, Montserrat Caballé, Lang Lang, Fou Ts’ong, Paul Badura-Skoda und Christoph Eschenbach.